# De zeekoning
De zeekoning is het zeventiende stripverhaal van de reeks De Rode Ridder. Het is geschreven door Willy Vandersteen en getekend door Frank Sels.

## Het verhaal
We vinden Johan terug op avontuur in Noorwegen. Hier zoekt hij zijn oude strijdmakker Tanjar op, die we kennen van het verhaal de hoorn van Horak. Wanneer hij overnacht in het woud wordt hij overvallen door 3 mannen die op zoek zijn naar Djorndal, het Onoverwinnelijke Zwaard. Ze roven Johans uitrusting en ze laten hem geboeid achter. Hij wordt uit zijn lijden bevrijd door Brundar, een kluizenaar. Johan moet een proef doorstaan voordat hij Djorndal ontvangt van Brundar. De rode ridder moet verleidingen als rijkdom weerstaan. Hij slaagt natuurlijk voor deze test. Brundar had het zwaard al voor hem klaar liggen maar werd door dezelfde rovers bestolen en levensgevaarlijk gewond. Op zijn sterfbed overhandigt hij Johan een magische amulet dat hem tegen zijn vijanden moet beschermen.
In het betoverde woud vindt een ontmoeting plaats met een Witte Viking, die ook op zoek is naar Djorndal in opdracht van zijn koning Talmar. Voorlopig zal het duo samenwerken. Ze halen naderhand de rovers in, die nu echter door een bende Kjalten wordt aangevallen. De Kjalten zijn gezworen vijanden van koning Talmar. Als de Witte Viking en Johan de laatste rover proberen het zwaard te ontnemen komt de Viking om in het gevecht.
Johan en de rover beginnen een langdurig duel, dat urenlang duurt. Als Johan bijna het pleit schijnt te verliezen, wordt hij gered door een groep Kjalten, die de dood van Talmar wensen. Tegen zijn riddereed in is Johan zich genoodzaakt aan te sluiten bij de bende dieven. De Kjalten vervoeren een jonge vrouw als gevangene. Zij heet Sowin en is de dochter van Talmar. Johan wint haar vertrouwen en samen vinden ze een plan om te ontsnappen. Na een schrandere list van Johan slaagt hij er bijna in om samen met Sowin te vluchten in een zeilboot. Sowin wordt echter gevangengenomen. Johan vaart ijlings weg en komt in een woedende storm terecht. Hij spoelt uitgeput aan op een strand, waar hij wordt verpleegd door een vriendelijke vrouw. De vrouw stelt zich voor als Jarlen. Ze is echter de vrouw van koning Talmar en is in deze hut aan zee komen wonen, omdat zij niet langer deel wilde uitmaken van zijn machtswellust.
Johan vaart naar de burcht van Talmar en voert een conversatie met de door machtswellust verblinde koning. Talmar dreigt Johan gevangen te nemen, maar hij slaagt erin om het zwaard Djorndal te pakken te krijgen. Ondertussen begint een kleine oorlog tussen de Kjalten en Johan. De Kjalten zijn geen partij voor het onoverwinnelijke zwaard en trekken zich gestaag terug. Door een paar mensen langs achter aan te vallen valt Sowin in hun handen. Johan treft Gorling die met zijn laatste krachten uiteindelijk het schip weet te doen zinken en het onoverwinnelijke zwaard Djorndal voor eeuwig naar de bodem van de zee meeneemt.